# 가토 미쓰야스
가토 미쓰야스(일본어: 加藤 光泰, 덴분 6년(1537년) ~ 분로쿠 2년 음력 8월 29일(1593년 9월 24일)는 센고쿠 시대부터 아즈치 모모야마 시대까지의 무장, 다이묘이다. 도요토미 히데요시의 가신. 자식은 사다야스(貞泰) 등.